# Aeroportul Sultan Bantilan
Aeroportul Sultan Bantilan (IATA: TLI, ICAO: WAMI) este un aeroport din Tolitoli, Sulawesi Tengah⁠(d), Indonezia ce deservește zona Tolitoli.
Situat la o altitudine de 2 m, aeroportul dispune de o singură pistă.